# Alethoalaornis
Alethoalaornis es un género extinto de avialano perteneciente al clado Enantiornithes que vivió durante el Cretácico inferior, hace aproximadamente 120 millones de años, en lo que hoy es China.